# Expedit František Xaver Czech
Expedit František (Franz) Xaver Czech (4. prosince 1759, Hořice na Šumavě – 29. srpna 1808, Milevsko) byl český hudební skladatel, varhaník a premonstrátský mnich. Byl znám také jako hudební pedagog.

## Tvorba

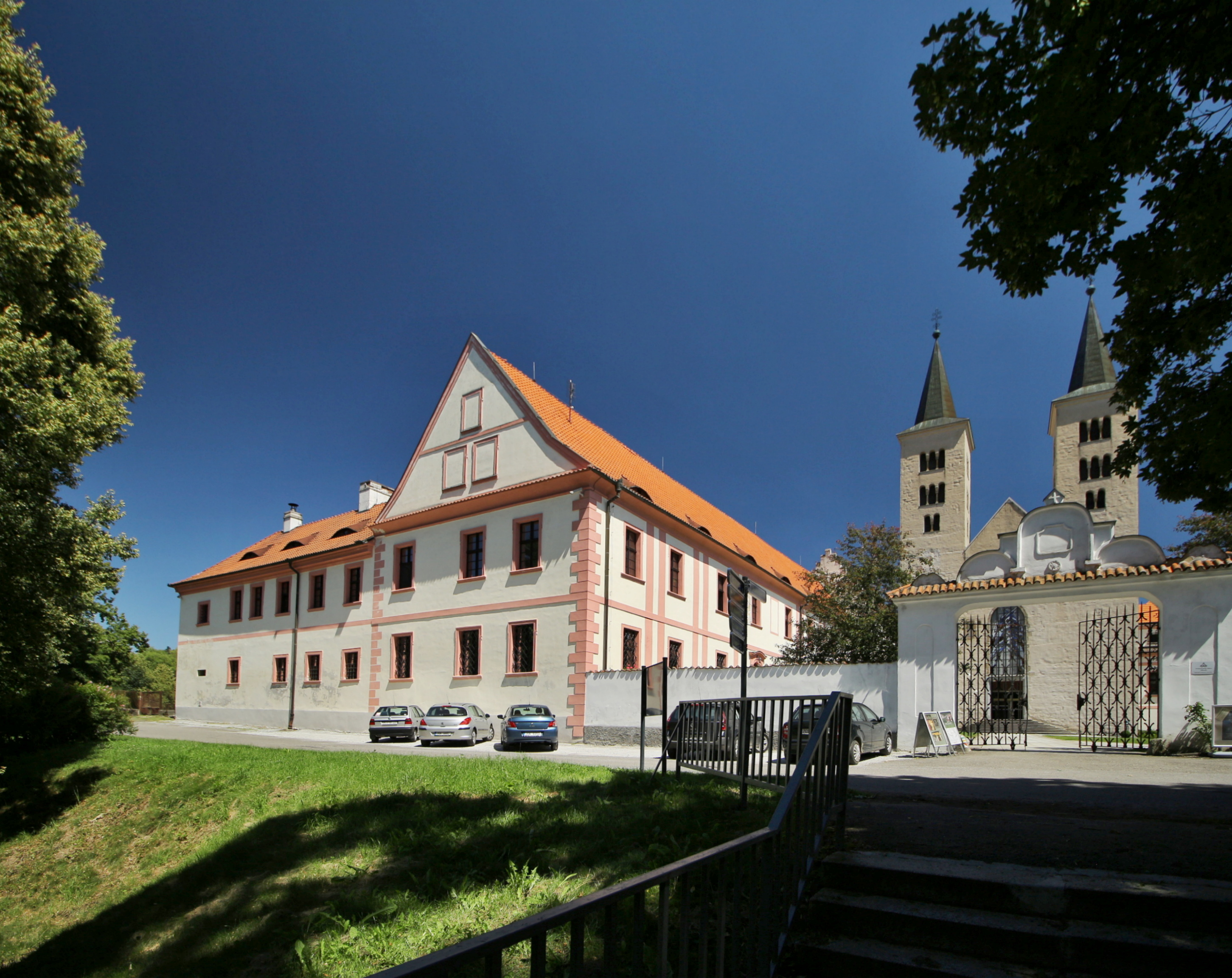
Milevský klášter, místo jeho působení

Jeho tvorba zahrnuje chrámovou hudbu, opery a další skladby.
Czechova hudební tvorba byla ovlivněna dobovými hudebními vlivy, měla však také vlastní osobitý rukopis a zahrnovala různé žánry. Komponoval nábožensky inspirovanou hudbu k bohoslužbám, ale také světská díla.
- Chrámová hudba: Czech zkomponoval mnoho chrámových skladeb: napsal několik mší, rekviem a dalších liturgických děl.
- Opery: Byl také autorem několika oper. I když nebyl tak slavný jako někteří jiní skladatelé své doby, jeho opery měly své místo v české hudební kultuře.

Czech byl také uznávaným hudebním pedagogem. Vyučoval hudbu a kompozici na různých školách a klášterech.